# Parafia Matki Bożej Różańcowej w Czarnem Dolnem
Parafia Matki Bożej Różańcowej w Czarnem Dolnem - parafia rzymskokatolicka w diecezji elbląskiej. Erygowana w 1320 roku, reerygowana w 1958 roku przez biskupa warmińskiego Tomasza Wilczyńskiego.
Do parafii należą miejscowości: Czarne Dolne, Czarne Górne, Butowo, Jaromierz, Klecewo, Pawłowo, Przęsławek, Wilkowo, Wracławek. Tereny te znajdują się w gminie Gardeja, w powiecie kwidzyńskim, w województwie pomorskim. 
Zabytkowy kościół parafialny Matki Bożej Różańcowej w Czarnem Dolnem został wybudowany i konsekrowany w XIV wieku i poświęcony w 1957 roku; wraz z cmentarzem wpisany jest do rejestru zabytków pod numerem 260/93 z 29.03.1993 r.